# St. Annaberg
Der St. Annaberg (auch Annaberg; schlesisch Annabarg; schlonsakisch Anaberg; polnisch Góra Świętej Anny [ˈgura ˈɕfʲɛntɛɪ̯ ˈan:ɨ]) ist ein Inselberg in ländlich geprägter Umgebung, auf dem sich der wichtigste katholische Wallfahrtsort Oberschlesiens befindet. Es handelt sich um einen Komplex bestehend aus der Wallfahrtsbasilika, dem Kloster und dem Kalvarienberg oberhalb der gleichnamigen Ortschaft Sankt Annaberg (poln. Góra Świętej Anny) auf dem Gebiet der Gemeinde Leschnitz zwischen Tarnowskie Góry (Tarnowitz) und Oppeln. Ziel der zahlreichen Wallfahrten ist eine 66 cm hohe Figur der heiligen Anna selbdritt aus Lindenholz im Hauptaltar der Wallfahrtskirche. Der Annaberg besteht aus den Überresten eines Vulkans, der schon seit mehreren Millionen Jahren inaktiv ist.

## Name
Ursprünglich wurde der Annaberg Chelmberg genannt, später tauchte die Bezeichnung Sankt Georgenberg auf, so im Jahre 1657 als „Monte Georgi vulgo Chelm“. Die Klosterchronik aus dem Jahre 1665 verzeichnete Conventus Sanctae Annae in Monte Chelm „Konvent der heiligen Anna auf dem Chelmberg“; die Bezeichnung monte Chelm wurde auch in einem Visitationsbericht von 1679 verwendet. Auf einer Schlesienkarte von 1561 findet sich der Name S. Georgenberg und 1712 Georgenberg. Der Name Annaberg mit Bezug auf die bestehende Verehrung der heiligen Anna erschien erst später.

## Geschichte

### Kloster und Wallfahrtsstätte

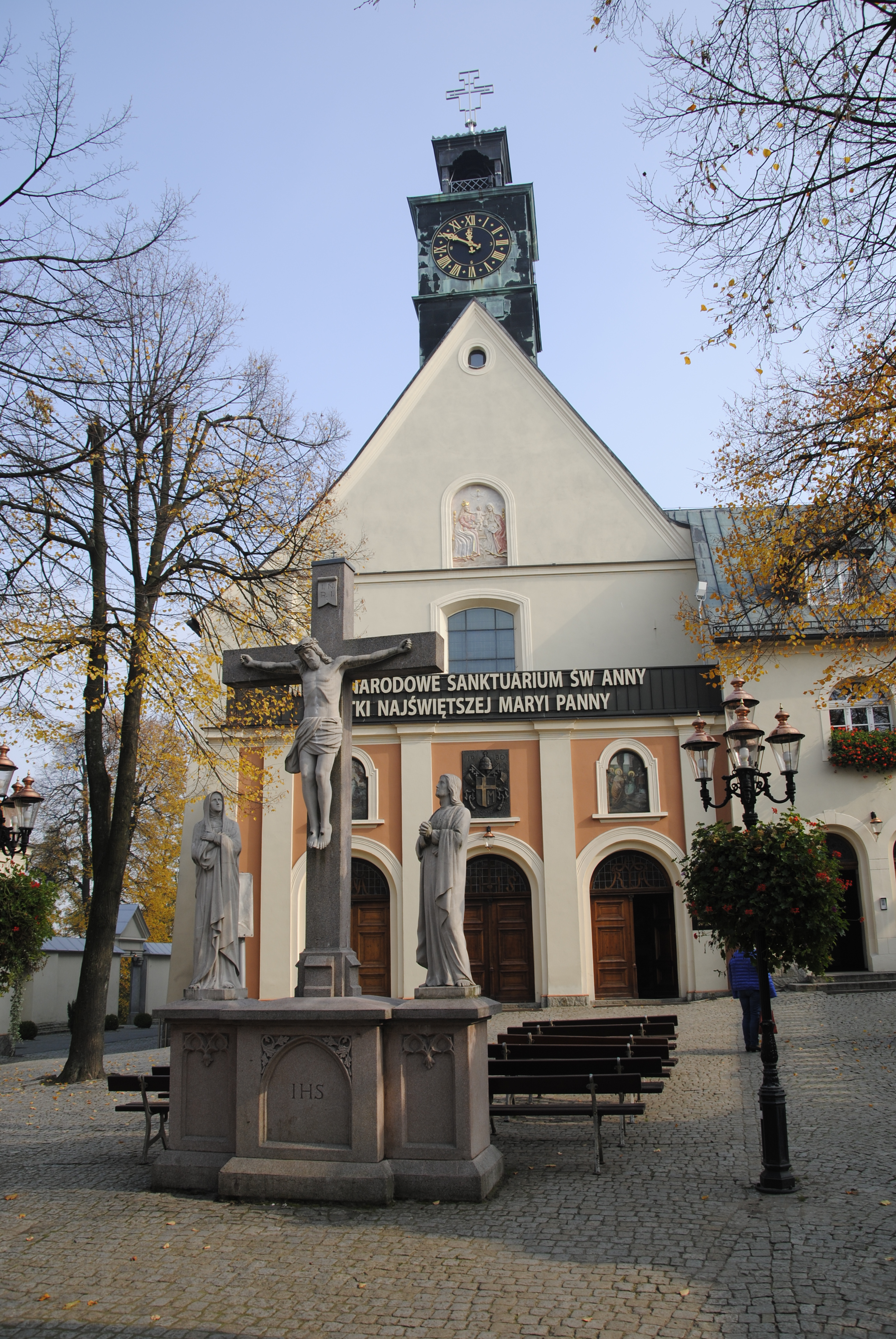
Klosterkirche St. Anna mit Paradieshof

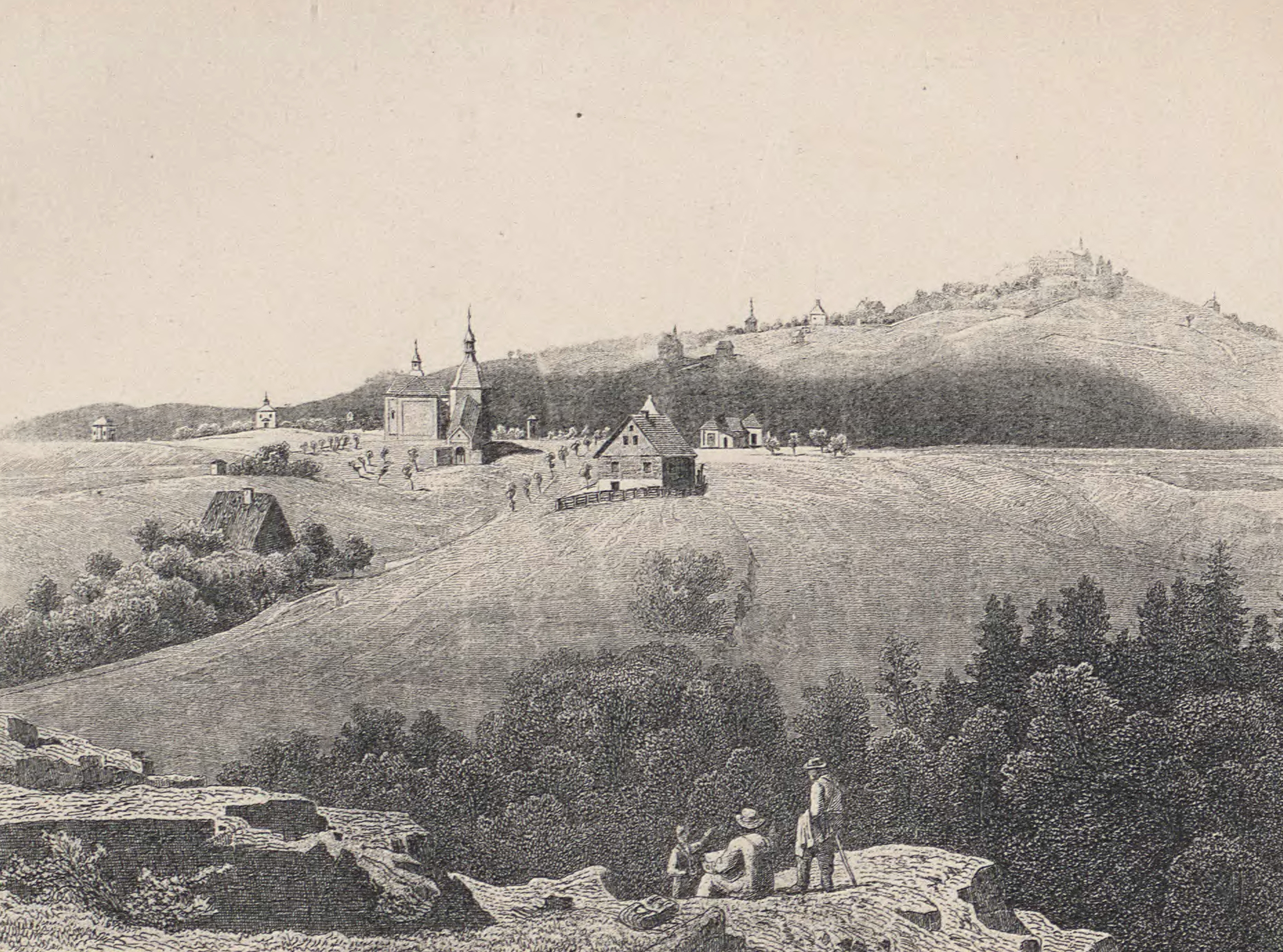
Stich des Annaberges aus dem 19. Jahrhundert

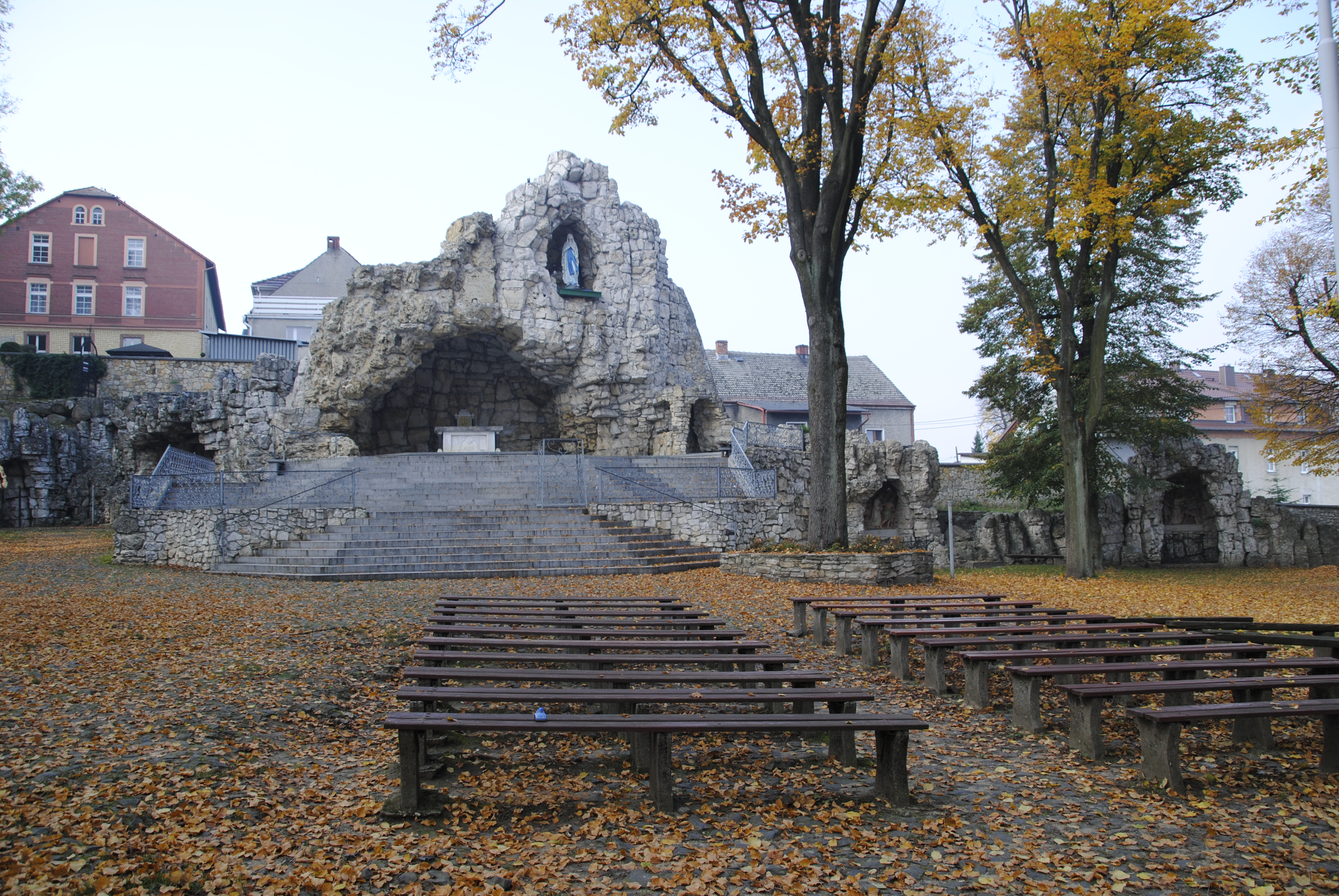
Kreuzweg mit der Lourdes-Grotte

Die geschriebene Geschichte von Góra Świętej Anny begann im 15. Jahrhundert. Um 1480 liehen Christoph Strela (Stral), der damalige Herr auf Poremba (Poręba), und sein Sohn Krystek eine große Summe Geld, wahrscheinlich um eine Kirche auf dem ihnen gehörenden Berggipfel zu errichten. Kraft eines vom Breslauer Bischof Johannes Thurzo am 25. Juni 1516 unterschriebenen Dokuments übergab der Herr auf Poremba, Mikołaj Strela, die St.-Anna-Kirche auf dem Chelmberg dem Pfarrer der Pfarrei von Leschnitz zur Pflege. Der Berg wurde sehr schnell Ziel vieler Wallfahrten. Sein Rang wurde noch durch die Übergabe der St.-Anna-Reliquien von Nikolaus Kochtizky – Besitzer von Ujest (Ujazd) – gehoben.
Die weitere Entwicklung dieser Ortschaft war mit dem Schicksal der aus Wieluń stammenden Familie von Gaschin verbunden. 1631 wurden sie Besitzer von Zyrowa und kauften 1637 Poremba samt dem Annaberg hinzu. Graf Melchior Ferdinand von Gaschin wollte auf dem Annaberg Franziskaner ansiedeln. Zu diesem Zweck wandte er sich mehrmals an die Franziskaner-Reformaten in Krakau, die schon damals ein Kloster in Gleiwitz (Gliwice) besaßen. Seine Bitte wurde aber abgelehnt. Erst während der Schwedisch-Polnischen Kriege wurden die Franziskaner gezwungen, ihre Klöster in Krakau und Lemberg zu verlassen und in Schlesien Zuflucht zu suchen. Damals wurde die Entscheidung getroffen, die Kirche auf dem Annaberg den Franziskanern zu übergeben. Am 1. November 1655 trafen unter der Führung von Pater Franciszek Rychłowski 22 Ordensbrüder ein. Anfangs wohnten sie in Leschnitz. Graf von Gaschin schenkte ihnen den Platz für Kloster und Garten und sicherte Mittel für den Ausbau der bestehenden Kirche. Seit dem 6. August 1656 befand sich die Kirche offiziell unter der Aufsicht der Franziskaner. Am 16. Juni 1657 wurde die Spendenabmachung vom polnischen König Johann II. Kasimir bestätigt, der zu dieser Zeit Pfänder des Herzogtums Oppeln-Ratibor war.
1657 bis 1659 wurde auf dem Annaberg ein Kloster aus Holz errichtet. An dessen Stelle wurde in den Jahren 1733–1749 das heutige gemauerte Kloster errichtet, später wurde es einige Male umgebaut. Auf diese Weise entstand das noch heute erhaltene barock-gotische Kirchengebäude. Eine Verlängerung der Kirche ist der viereckige Hof, von drei Seiten mit Laubengängen aus dem Jahre 1768 umgeben, 1804 umgebaut, und Paradiesplatz genannt. Zu den Wohltätern der Franziskaner gehörte der Testamentsvollstrecker von Melchior, Georg Adam von Gaschin. Er begann den Kalvarienberg zu bauen. Dafür erhielt er im Jahre 1700 die Zulassung des Breslauer Bischofs. 1700–1709 wurden nach dem Vorbild von Kalwaria Zebrzydowska drei große und 30 kleinere Kapellen „zu Ehren des Leidens des Herrn“ errichtet. Diese Arbeiten führte der in Oppeln wohnende italienische Architekt Domenico Signo aus. Von 1760 bis 1764 restaurierte Graf Anton von Gaschin, genannt der Starke, die bisherigen Kapellen und baute weitere, der Muttergottes gewidmet, hinzu. 1764 wurden der Kalvarienberg fertiggestellt.
Der Annaberg wurde in dieser Zeit das Zentrum des religiösen Lebens in Oberschlesien, das immer mehr Wallfahrer, auch aus den Nachbarländern, anzog. Um für alle Pilger während der gemeinsamen Andachten ausreichend Platz bereitzustellen, wurde der Steinbruch eingeebnet. 1912 bis 1914 wurde die Lourdesgrotte gebaut. Um den sie umschließenden Platz wurden Kreuzwegstationen errichtet. Für die immer mehr zunehmende Anzahl von Pilgern wurde in den Jahren von 1929 bis 1938 auf Veranlassung von Pater Felix Koss ein neues Pilgerheim (ca. 2000 Plätze) errichtet.
Für die Bedürfnisse der Pilger wurden mehrere Jahrzehnte lang Bücher und religiöse Publikationen sowohl auf Polnisch als auch auf Deutsch gedruckt. Schon seit Mitte des 19. Jahrhunderts waren hier die Verlage von Franz Gielnik und Michael Rogier  ansässig; der dritte Verlag wurde später von Adolf Marcyago eröffnet. Der Gielnik-Verlag als populärster Verlag publizierte bis in die 1940er Jahre.
Dreimal in der Geschichte des Annabergs wurde das Kloster von den Franziskanern verlassen. Das erste Mal während der Säkularisation in Preußen 1810 (bis 1858), dann während des sogenannten Kulturkampfes im Jahre 1875 und schließlich zum dritten Mal 1940 während des Zweiten Weltkrieges. Es gehörte zur Sächsischen Franziskanerprovinz, ab 1911 zur neugegründeten Schlesischen Franziskanerprovinz und nach dem Zweiten Weltkrieg zur Polnischen Franziskanerprovinz von der hl. Hedwig (Prowincja Świętej Jadwigi Zakonu Braci Mniejszych). Die auf dem Annaberg durch dortige Verlage herausgegebenen Schriften sowie verschiedene Klosterdokumente beweisen, dass die Pfarrei der Franziskaner über einen langen Zeitraum einen zweisprachigen Charakter hatte. Dies zeigte sich auch in den seit 1861 abgehaltenen Feierlichkeiten der größten Ablässe, die getrennt für polnisch- und deutschsprachige Gläubige begangen wurden. Dieser Zustand dauerte bis 1939 an, als ein Verbot für polnischsprachige Andachten in Oberschlesien erlassen wurde. Dagegen wurden die Andachten nach dem Zweiten Weltkrieg im nun polnischen Góra Świętej Anny ausschließlich auf Polnisch gehalten. Die Zweisprachigkeit konnte erst wieder nach der Wende 1989 in Form der Sonntagsmesse (um 15:30) in deutscher Sprache sowie der alljährlichen Minderheiten-Wallfahrt auf dem Annaberg wiedereingeführt werden.

### Politische Bedeutung und Schlachtfeld

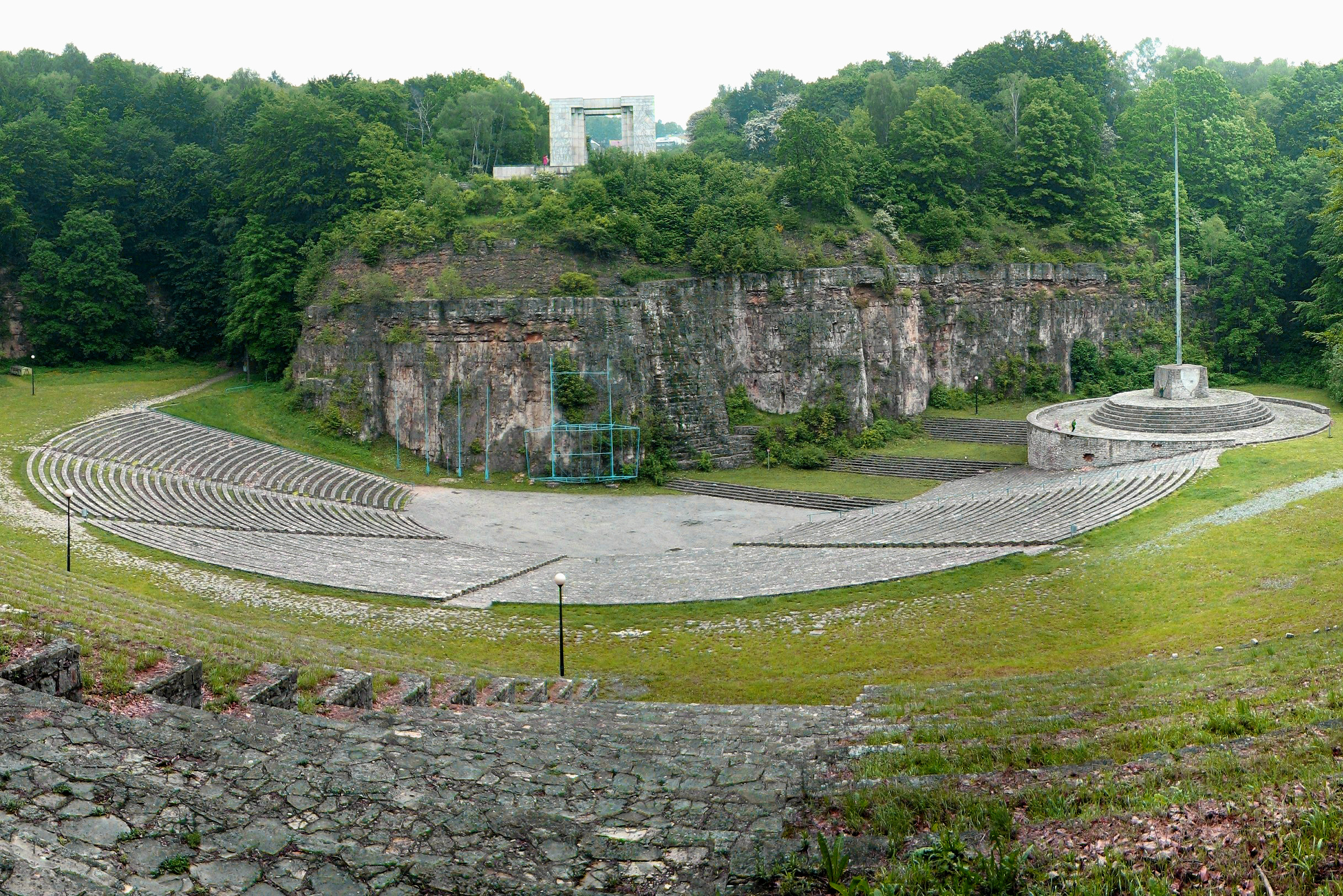
Deutsches Amphitheater und polnisches Denkmal (oben)

Der Annaberg hatte große politische Bedeutung für die deutsch-polnische Geschichte des 20. Jahrhunderts. Bei der Volksabstimmung in Oberschlesien vom 20. März 1921 über die staatliche Zugehörigkeit stimmten knapp 60 % der Wähler für einen Verbleib Oberschlesiens bei Deutschland. In der Gemeinde Annaberg stimmten fast 82 % der gültigen Stimmen für Deutschland; im übergeordneten Wahlkreis Groß Strehlitz jedoch eine knappe Mehrheit für einen Anschluss an Polen. Im von Wojciech Korfanty organisierten Dritten Polnischen Aufstand versuchten polnische Freischärler mit Unterstützung der französischen Truppen, die Teile Oberschlesiens, die bei dem Abstimmungsergebnis eine polnische Mehrheit hatten, Polen zuzuschlagen. Deutschland war durch die Bestimmungen des Versailler Vertrags und den Druck der französischen Siegermacht offiziell daran gehindert, gegen die Aufständischen vorzugehen. Inoffiziell wurde der deutsche Widerstand unterstützt.
Im Mai 1921 besetzten polnische Freischärler den strategisch wichtigen Annaberg, und der Ort wurde zu einem Symbol für die beiden kämpfenden Parteien. Das Gebiet um den Annaberg war in dieser Zeit ein zentraler Ort der militärischen Auseinandersetzungen, die einen entscheidenden Einfluss auf das endgültige Ergebnis der Kämpfe hatten. Am 21. Mai 1921 nahm der aus deutschen Freikorps gebildete Selbstschutz Oberschlesien (SSOS) unter Peter von Heydebreck im Sturm auf den Annaberg den Berg ein.
Am 20. Oktober 1921 beschloss der Oberste Rat der Alliierten nach einer Empfehlung des Völkerbunds, den Osten des oberschlesischen Industriereviers, das einem Drittel der Gesamtfläche Oberschlesiens entsprach, an Polen zu übertragen. Beim Deutschen Reich verblieb der zwar flächen- und bevölkerungsmäßig größere, aber eher agrarisch strukturierte und dünner besiedelte Teil des Abstimmungsgebiets.

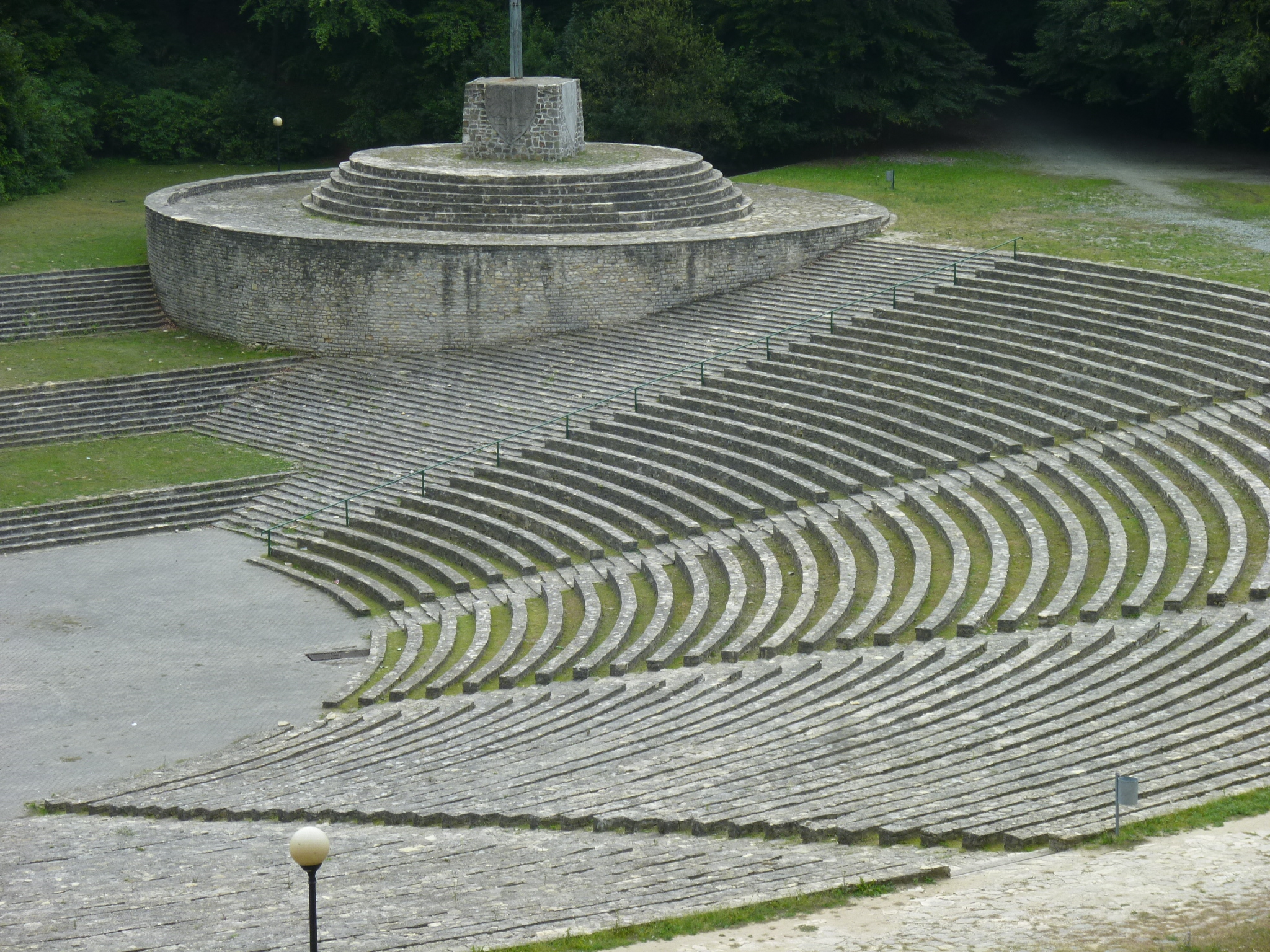
Amphitheater von 1938

Dieses Ereignis wurde sowohl in der Zeit des Nationalsozialismus als auch später in der kommunistischen Volksrepublik Polen nationalistisch verklärt; der Berg wurde zur Gedenkstätte der Kämpfe von 1921.  Von 1934 bis 1936 wurde ein Amphitheater als Thingstätte namens Feierstätte der Schlesier erbaut. Die beteiligten Architekten waren Böhmer & Petrich.
Von 1936 bis 1938 entstand im Steinbruch nach Planungen von Robert Tischler eine Rotunde mit einem Mausoleum als Reichsehrenmal für die Freikorpskämpfer, erbaut vom Volksbund Deutsche Kriegsgräberfürsorge für die Gefallenen des Selbstschutz Oberschlesien und der Freikorps in Oberschlesien, im Baltikum und im Ruhrgebiet. Die sterblichen Überreste von 50 Gefallenen wurde ins Mausoleum umgebettet. Das Amphitheater und das Mausoleum sollten nach dem Entwurf der Behörden ein Gegengewicht für das Sanktuarium sein, standen also in Konkurrenz zum katholischen Wallfahrtsort St. Annaberg. Nach dem Zweiten Weltkrieg wurde der Annaberg polnisch. Das deutsche Mausoleum wurde nach Kriegsende entfernt. 1955 wurde an dieser Stelle das Denkmal der aufständischen Tat errichtet. Dieses Denkmal ist ein Werk des polnischen Bildhauers Xawery Dunikowski, der vier Jahre im KZ Auschwitz zugebracht hatte. Am Weg vom Annaberg nach Leschnitz befindet sich das Museum der Schlesischen Aufstände. Die Tribünen des Amphitheaters und der ebenfalls steinerne Fahnenmast sind erhalten geblieben.